# Abraxas nigrosparsata
Abraxas nigrosparsata là một loài bướm đêm trong họ Geometridae.